# Вогулка (посёлок, Шалинский муниципальный округ)
Вогулка — посёлок в Шалинском районе Свердловской области России. Входит в Шалинский муниципальный округ.
Ранее посёлок был центром Вогульского-Станционного сельсовета Шалинского района.

## География

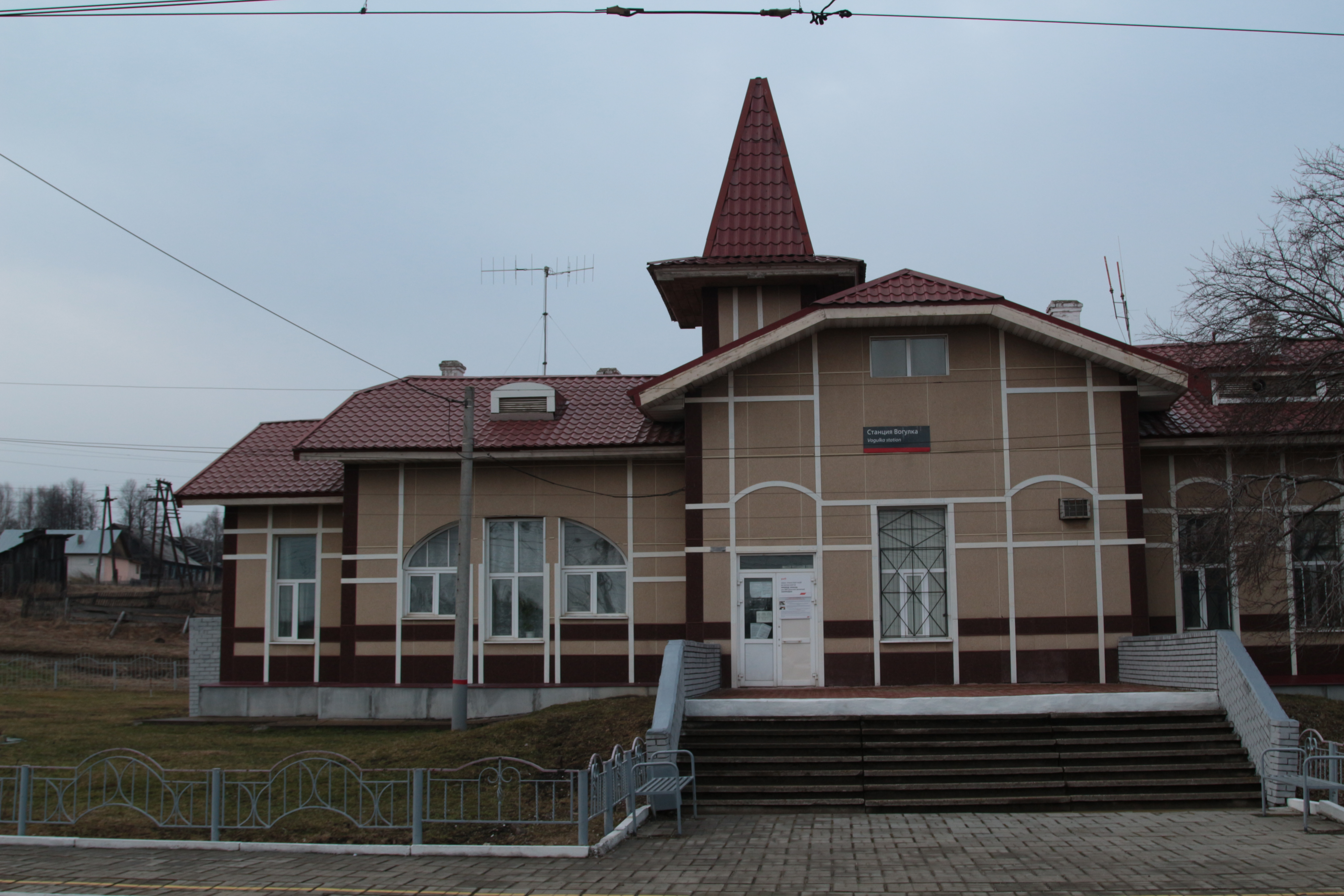
Станция Вогулка

Посёлок Вогулка расположен в 17 километрах к северо-западу от посёлка Шаля (по автодорогам в 18 километрах), в лесной местности, вблизи рек Вогулки и Сылвы. Через посёлок проходит Транссибирская магистраль. Здесь расположена станция Вогулка Свердловской железной дороги.

## История
Посёлок Вогулка основан в 1907—1908 годах в связи со строительством железной дороги.

## Социальная сфера

### Здравоохранение
В Вогулке действует фельдшерско-акушерский пункт.

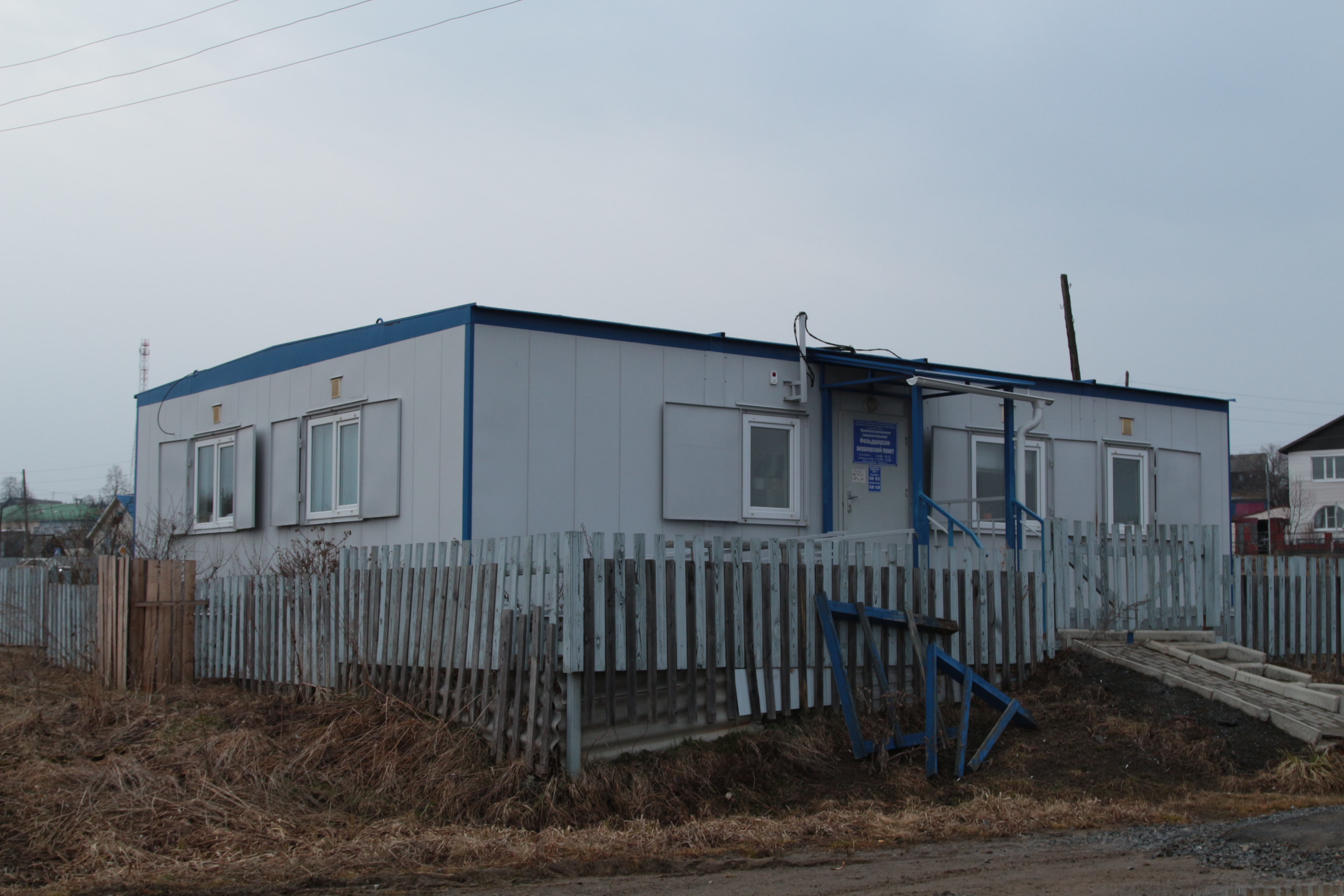
Фельдшерско-акушерский пункт

## Церковь во имя святых мучениц Веры, Надежды, Любови и их матери Софии
В 2003 году открылась церковь во имя святых мучениц Веры, Надежды, Любови и их матери Софии. Для устройства церкви местная жительница Л. И. Рогожникова передала свой дом.

## Население
| 2002 | 2010  | 2021  |
| ---- | ----- | ----- |
| 1548 | ↘1339 | ↘1046 |